# Alajbergen
Inte att förväxla med Altajbergen.

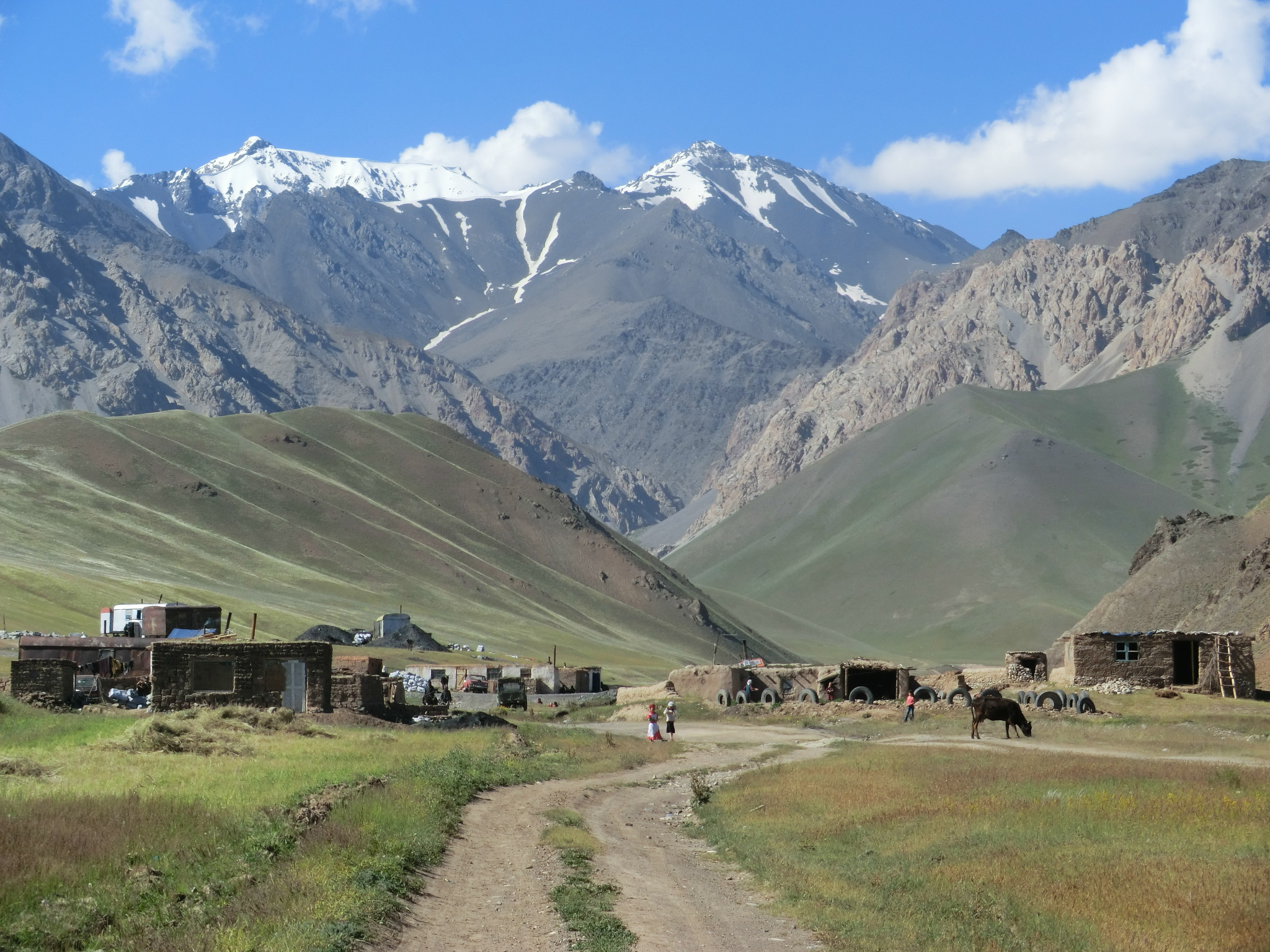
Alajbergen

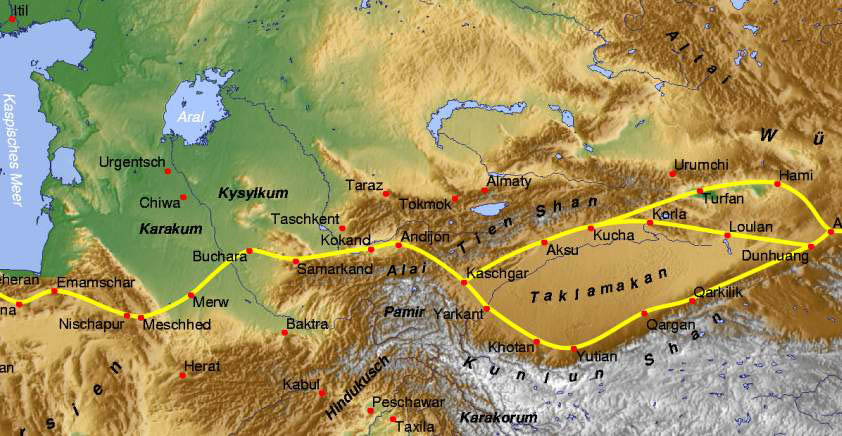

Alajbergen eller Alaj är en bergskedja i Centralasien. Bergskedjan sträcker sig från Tien Shan i Kirgizistan västerut in i Tadzjikistan och utgör östra delen av Gissaro-Alaj. Bergskedjans södra sluttningar försörjer Vaksj, en biflod till Amu-Darja, med vatten och dess nordsluttningar bevattnar flera bifloder till Syr-Darja. Vaksj bildar även, tillsammans med floden Kasjgar gräns mot Pamirmassivet.
Alaj sträcker sig c:a 320 km i öst-västlig riktning och dess högsta topp ligger på 5880 m ö.h. Mot väster delas Alajbergen i tre separata bergskedjor: Turkestanbergen, som utgör huvudkedjans förlängning, Zeravsjanbergen (5 400 m. ö. h.), en sydlig avgrening av denna, samt Gissarbergen (5 400 m. ö. h.). Samtliga förtonar i det turkestanska låglandet.
Större städer som ligger vid Alajbergen är Fergana och Osj.